# Центральноафриканская империя
Центральноафриканская империя — политический режим в истории Центральноафриканской республики. Существовал с 4 декабря 1976 по 21 сентября 1979 года.

## Предыстория
1 декабря 1958 года после конституционного референдума французская колония Убанги-Шари стала автономной Центральноафриканской республикой (ЦАР). Страну возглавил авторитетный политик Бартелеми Боганда. 29 марта 1959 года Боганда погиб в авиакатастрофе.
Смерть политика вызвала борьбу за власть. При поддержке метрополии и местных европейских предпринимателей победу одержал близкий родственник и соратник Боганды — Давид Дако. 13 августа 1960 года республика получила полную независимость. Дако стал первым президентом ЦАР. Его авторитарная политика привела к принятию Национальным собранием новой конституции. Она утверждала однопартийный режим и широкие полномочии президента. Разбухший государственный аппарат привёл к всеохватывающей коррупции и ухудшению экономической ситуации.
В 1962 году родственник Дако Жан-Бедель Бокасса занял пост главнокомандующего армией. Тщеславие Бокассы раздражало президента. В 1965 году на официальном приёме иностранных послов Дако сказал: «Полковник Бокасса одержим единственно желанием собирать медали, он слишком глуп, чтобы устроить государственный переворот».
Отношения между ними с каждым годом ухудшались. После отказа президента выделить больше денег на армию и повышения расходов на жандармерию Бокасса решил совершить переворот. Он опасался сопротивления силовых структур и французского вмешательства, но под влиянием капитана Александра Банза всё же выступил против Дако. В новогоднюю ночь 1966 года путчисты захватили важнейшие объекты в Банги и арестовали Дако. Эти события получили название «переворот Святого Сильвестра». 1 января Бокасса провозгласил себя президентом и занял несколько ключевых министерских постов. 4 и 8 января были выпущены конституционные акты, провозгласившие Бокассу единственным носителем исполнительной власти и давшие ему право издавать чрезвычайные ордонансы. В 1972 году Бокасса был провозглашён пожизненным президентом. 4 декабря 1976 года на чрезвычайном съезде партии ДСЭЧА Центральноафриканская республика провозглашена империей, а президент — императором. Была принята новая конституция. 4 декабря 1977 года состоялась торжественная коронация Бокассы. ЦАР из суперпрезидентской республики постепенно трансформировалась в монархию.

## Империя

### Конституция

Императорский штандарт

Конституция империи юридически утверждала в стране диктатуру императора — главы исполнительной власти. Вторая статья конституции гласила: «Верховная власть принадлежит нации, воплощённой в императоре». Утверждался однопалатный парламент — Национальное собрание. Император имел право распустить парламент, по своему усмотрению назначать премьер-министра, вводить чрезвычайное положение. Монархия провозглашалась наследственной. Корона передавалась по нисходящей мужской линии, если император сам не назначит преемником одного из своих сыновей. Судебное правосудие велось от имени главы страны.
Конституция устанавливала однопартийную систему. Единственная партия страны — ДСЭЧА во главе с императором. Партия играла символическую роль стержня имперского режима. Её руководящие органы существовали лишь на бумаге.

### Внутренняя политика
В период имперского режима страна фактически была разделена на две части: центральную (Банги и её окрестности, префектуру Мбаики, родину диктатора) и периферийную (прочие территории). Власти не оказывали никакой поддержки «деревенским» провинциям, которые были предоставлены сами себе. Правительство лишь собирало налоги и подавляло бунты, поддерживало формальный суверенитет над территориями, подвластными племенным вождям. Существовала обширная система государственных уведомителей, состоящая из маргинальных слоёв населения. К преступникам применялись меры физического насилия: отрубались уши, руки. Неугодные императору люди смещались с постов, изгонялись из страны, подвергались истязаниям.
Аграрная экономика империи находилась в упадке и полностью зависела от французских инвестиций. Сильный удар по бюджету нанесли пышная коронация и содержание императорского двора. Проводившаяся Бокассой национализация предприятий алмазной промышленности и кофейного производства и дальнейшая их передача в руки арабских компаний оттолкнула европейских предпринимателей, не желавших иметь дело с фирмами страны, большая часть которых была связана с правящим императором, ставшим крупнейшим бизнесменом страны.

### Внешняя политика
Политические связи, доставшиеся империи от республиканского периода, представляли собой политический шантаж Франции с целью увеличения финансовой помощи стране. Сближения со странами коммунистического блока, угрозы выхода из зоны франка, восстановление некогда порванных отношений с КНР, налаживание дружбы с Муамаром Каддафи заставляли французские власти наращивать материальные субсидии. Бокассу представляли, в отличие от прочих экстравагантных африканских правителей, человеком, с которым всегда можно было найти компромисс. Поддерживая создание империи, Париж полагал, что в роли императора Бокасса приобретёт лишь символическую власть.

## Конец
Приняв титул императора, во всех аспектах несвойственный населяющим страну этносам, и стремясь к абсолютно неограниченной власти в подконтрольном «центре», Бокасса нарушил хрупкий баланс политической стабильности в стране, разорвав связь между людьми и государством. Ухудшение экономического положения, периодические репрессии вызывали недовольство народа. Окончательно режим дискредитировал себя обнародовав указ, согласно которому все учащиеся в Банги обязаны являться в школу лишь в специальной форме, цена которой была не по карману многим родителям. Возникшие волнения были жестоко подавлены, что вызвало большой резонанс в стране и за рубежом. В апреле 1979 года в столичной тюрьме погибло более сотни школьников и студентов, из-за чего во Франции монарха прозвали «палач Банги». От императора отвернулись даже его ближайшие соратники — премьер-министр Анри Майду и бывший премьер Анж-Феликс Патассе. Не желая выглядеть в глазах мировой общественности партнёром имперского режима, Франция решила устроить операцию с целью государственного переворота под кодовым названием «Барракуда». Вместе с этим ЦАИ перестали оказывать любую помощь, кроме гуманитарной, а французские СМИ начинают кампанию против Бокассы, при этом отмечая тот факт, что руководство страны считает его тираном. 20-21 сентября 1979 года, во время отсутствия императора, находящегося в Ливии, отряд французских парашютистов высадился в Банги и занял императорский дворец и радиостанцию, не встретив никакого сопротивления. Прибывший вместе с войсками экс-президент Дако объявил о восстановлении республики и себя в качестве главы государства. Все имущество императорской семьи было конфисковано, а сам монарх бежал в Кот-д’Ивуар, где получил политическое убежище. Центральноафриканская империя прекратила своё существование.